# Sanación (decolonialidad)

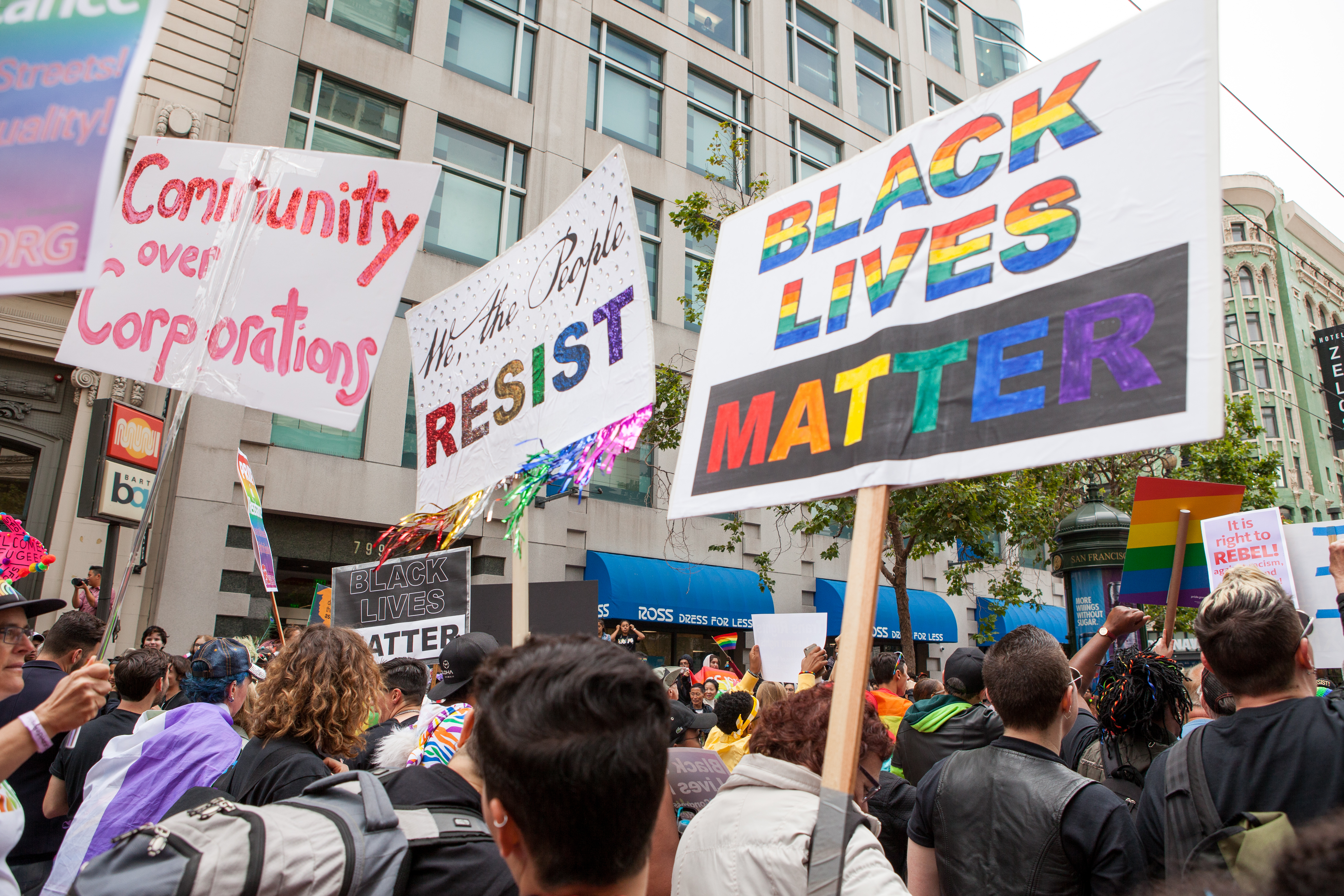

La sanación en el marco de las teorías decoloniales se refiere a un proceso de curación y resistencia frente a las heridas y traumas históricos y estructurales producidos por el colonialismo y la opresión sistémica.
Esta perspectiva reconoce que la violencia colonial y el racismo estructural tienen efectos profundos y duraderos en las comunidades oprimidas, incluyendo la pérdida de identidad cultural, el desplazamiento forzado, la violencia y el trauma intergeneracional, y la negación de los derechos humanos básicos.[cita requerida]
La sanación en el marco de las teorías decoloniales implica la búsqueda de justicia, la recuperación de la memoria histórica y la conexión con las raíces culturales, así como la promoción de prácticas de autocuidado y cuidado colectivo.[¿según quién?]
Este proceso de sanación no es simplemente un asunto individual, sino que está profundamente ligado a las luchas colectivas por la liberación y la justicia social. Al sanar las heridas producidas por la opresión sistémica, las comunidades oprimidas pueden recuperar su capacidad de resistencia y lucha, y construir un futuro más justo y reparador.[¿según quién?]